# Бътлър (окръг, Охайо)
Вижте пояснителната страница за други значения на Бътлър.
Окръг Бътлър (на английски: Butler County) е окръг в щата Охайо, Съединени американски щати. Площта му е 1217 km², а населението - 332 807 души (2000). Административен център е град Хамилтън.